# Войнилівська об'єднана територіальна громада
Войнилівська об'єднана територіальна громада — це адміністративно-територіальна одиниця, утворена внаслідок об'єднання 2-х рад: Войнилівської селищної ради та Перевозецької сільської ради, відповідно до Закону України «Про добровільне об'єднання територіальних громад» [Архівовано 8 березня 2016 у Wayback Machine.]. Адміністративним центром ОТГ є смт. Войнилів.

## Територія і населення
Площа Войнилівської ОТГ - 77.08 км².
До складу ОТГ входять 8 населених пунктів:
- смт. Войнилів
- с. Довпотів
- с. Дубовиця
- с. Кудлатівка
- с. Павликівка
- с. Перевозець
- с. Середня
- с. Слобідка

Населення Войнилівської ОТГ - 6841 чол.
Густота населення — 88.75 осіб/км²

## Заклади та установи на території громади
На території ОТГ знаходяться:
- Монастир Пресвятого Серця Ісусового
- Войнилівський центр первинної медико-санітарної допомоги
- Калуський обласний протитуберкульозний диспансер
- 6 фельдшерсько-акушерських пунктів
- 3 аптеки
- Відділення «Ощадбанку»
- Войнилівський професійний ліцей [Архівовано 8 квітня 2022 у Wayback Machine.]
- 6 закладів загальної середньої освіти
- Войнилівська дитяча музична школа
- Войнилівський центр дитячої та юнацької творчості [Архівовано 15 листопада 2018 у Wayback Machine.]
- Войнилівський дошкільний навчальний заклад ясла-садок «Берізка»
- 6 Народних домів
- 6 бібліотек
- Кондитерський цех

## Місцева влада
24 грудня 2017 року у Войнилівській ОТГ відбулися перші вибори депутатів селищної ради та Войнилівського селищного голови. За результатами виборів головою ОТГ стала Масляк Мар'яна Романівна, очільниця Перевозецької сільської ради. З виборів депутатів до селищної ради мандати отримали 22 депутати.
22 квітня 2018 року відбулися перші вибори старости сіл Перевозець, Кудлатівка, Слобідка, Павликівка. Перемогу у виборах здобула жителька с. Перевозець Ладовська Марія Дмитрівна.

## Контактні дані
Адреса: 77316, Івано-Франківська обл., Калуський р-н, смт. Войнилів, вул. Шевченка, 114